# Eerstelijnsverblijf
Eerstelijnsverblijf (Elv) is in Nederland een kortdurend verblijf in een zorginstelling, omdat de patiënt tijdelijk niet thuis kan blijven wonen. De huisarts of specialist geeft hiervoor en medische indicatie.
Een eerstelijnsverblijf kan het vervolg zijn op ontslag uit het ziekenhuis of dat de mantelzorger tijdelijk geen zorg kan leveren.
Tijdens een eerstelijnsverblijf kan de patiënt verpleging, verzorging, geneeskundige- of paramedische zorg krijgen in een verpleeghuis, verzorgingshuis, geriatrische instelling, revalidatie-instelling, zorgcentrum of zorginstelling voor de laatste levensfase krijgen.
De kosten worden vergoed uit de basisverzekering.